# ژان هشتم
پاپ ژان هشتم (به انگلیسی: John VIII) یکی از پاپ‌های کلیسای کاتولیک رم بود که در رم به دنیا آمد و از ۸۷۲ تا ۸۸۲ میلادی پاپ بود.